# Sint-Martinuskerk (Kester)
De Sint-Martinuskerk is een katholieke parochiekerk gelegen in de dorpskern van Kester, deelgemente van het Vlaams-Brabantse Pajottegem. De kerk dateert van 1864 en is gebouwd in een architectuur met neogotische en neoromaanse invloeden. De kerk werd in 2009 voor het eerst als vastgesteld bouwkundig erfgoed opgenomen.

## Kesterweg

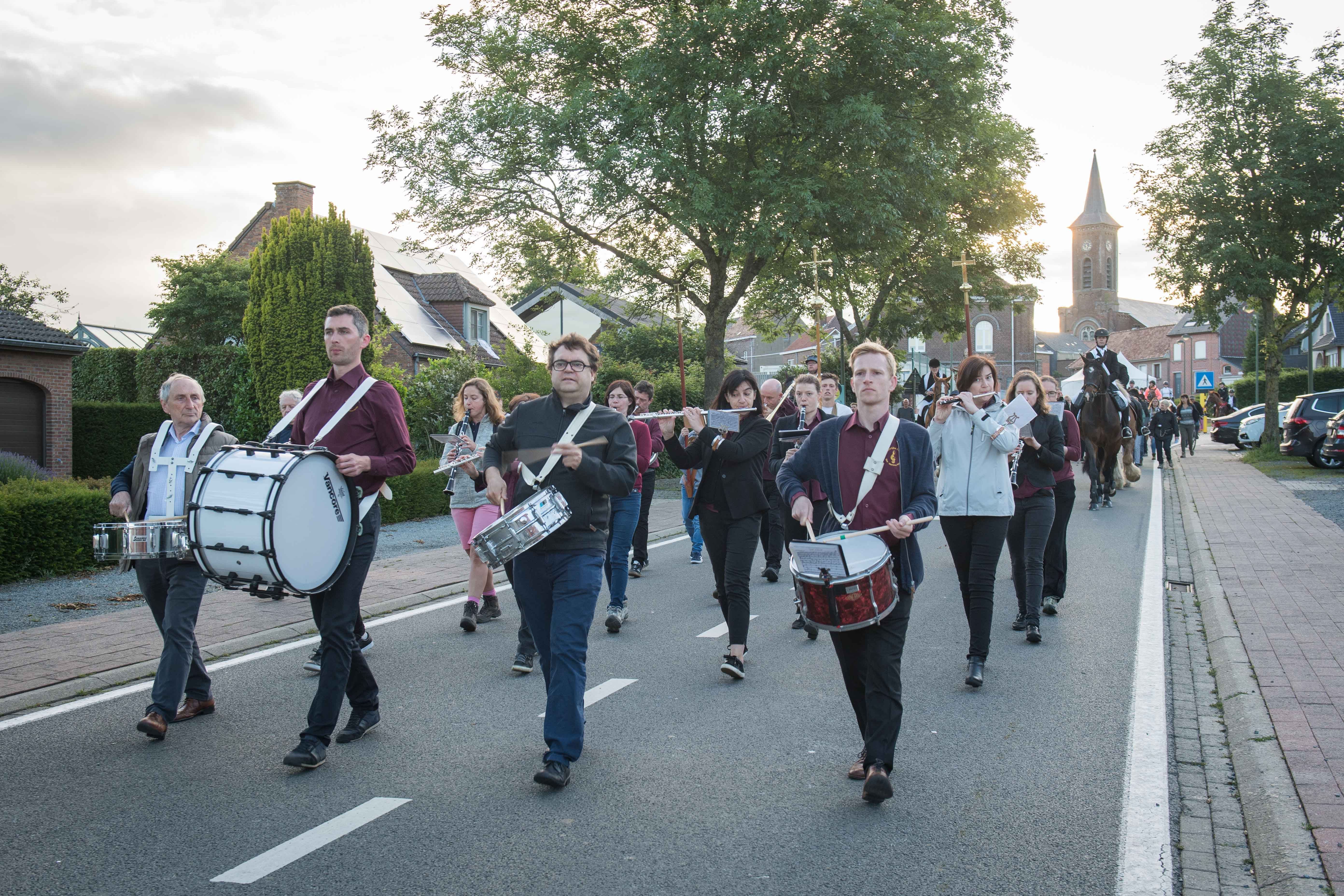
Het begin van de Kesterweg, met op de achtergrond de Sint-Martinuskerk

Reeds verschillende eeuwen voor de bouw van de kerk vond er een processie plaats, gewijd aan de Heilige Drievuldigheid. Bij de bouw van de nieuwe Sint-Martinuskerk kreeg de ommegang een nieuwe invulling. Daarbij wordt op de eerste zondag na Pinksteren een beeld van de Heilige Drievuldigheid in een processie met paarden, koetsen en fanfares rondgedragen langs onder meer Oetingen en Herfelingen en weer terug naar de kerk in Kester. Deze Paardenprocessie Kester wordt ook wel de Kesterweg genoemd. In 2023 werd de processie als Immaterieel Cultureel Erfgoed erkend door de Vlaamse overheid.

## Nieuwe invulling
In 2017 werd een plan opgestart om de kerk te herbestemmen als parochiezaal en vergaderzalen.